# John Goldfarb, Please Come Home!
John Goldfarb, Please Come Home! (Brasil: O Harém das Encrencas ) é um filme estadunidense, de 1965, do gênero comédia, dirigido por J.Lee Thompson, roteirizado por William Peter Blatty, do livro de sua autoria, música de Johnny Williams.

## Sinopse
Agente americano, ex-jogador de futebol, apelidado ‘’Rumo Errado’’, ocasiona tumulto internacional quando, enviado em missão à Rússia, vai parar num país árabe.

## Elenco
- Shirley MacLaine ....... Jenny Ericson
- Peter Ustinov ....... Rei Fawz
- Richard Crenna ....... John Goldfarb
- Jim Backus ....... Miles Whitepaper
- Scott Brady ....... Sakalakis
- Wilfrid Hyde-White ....... Mustafa Guz
- Harry Morgan ....... Secretário de Estado Deems Sarajevo
- Patrick Adiarte ....... Príncipe Ammud (filho do Rei Fawz)
- Richard Deacon ....... Secretário da Defesa Charles Maginot
- Jerome Cowan ....... Brinkley (Embaixador americano)
- Leon Askin ....... Samir
- David Lewis ....... Stottle Cronkite
- Milton Frome ....... General da força aérea
- Charles Lane
- Telly Savalas ....... Macmuid